# Мартін (округа)
Окрес Мартін (словац. okres Martin) — округ у складі Жилінського краю, центральна Словаччина. Адміністративний центр — місто Мартін. Загалом входить до історичної області Турецького жупану й знаходиться на півдні краю та в центрі Словаччини, в пониззі річки Турек та гірських відрогах Західних Карпат. 

## Географія
Протікають Пивоварський потік і Підгайський потік. Розташовані Криванська Фатра; Лучанська Фатра; Валчанські пагорби; Дівяцькі пагорби; Кляк; Криванські Вітрові голі; Лучанські Вітрові голі; Врицька улоговина; і Мартінське передгір'я.

## Розташування
Окрес Мартін розташований на південь від центру Жилінського краю. Займає переважно низинні та передгірні території в Турчанській котловині, площа загалом становить 736 км², населення близько 98 000 мешканців. Центральною віссю округу є низовина річки Турек, яка протікає в котловині обмеженій зі всіх сторін гірськими відрогами хребтів — Малих та Великих Фатр.

## Населення
| Рік:            | 1994.  | 2004.   | 2014.   | 2024.   |
| --------------- | ------ | ------- | ------- | ------- |
| Кількість осіб: | 97 600 | 97 671  | 96 887  | 92 817  |
| Різниця:        |        | +0,07 % | -0,80 % | -4,20 % |

| Рік:            | 2023.  | 2024.   |
| --------------- | ------ | ------- |
| Кількість осіб: | 93 041 | 92 817  |
| Різниця:        |        | -0,24 % |

## Адміністративний поділ
Адміністративна одиниця — окрес Мартін — вперше була сформована в 1918 році, ще за мадярських часів. З середини 20 століття він вже сформувався остаточно, до нього входять 41 село (обец) та два міста — сам центр округу місто Мартін та містечка Врутки (Vrútky), Турани (Turany).
Перелік обец, що входять до окресу Мартін та їх орієнтовне розташування — супутникові знімки [Архівовано 25 серпня 2011 у WebCite]:
| - Бела-Дулиці (Belá-Dulice) - Бениці (Benice) - Блатніца (Blatnica) - Бистрічка (Bystrička) - Валча (Valča) - Вріцко (Vrícko) - Горни Калнік (Horný Kalník) - Дянова (Ďanová) - Дякова (Diaková) - Долни Калнік (Dolný Kalník) - Дражковце (Dražkovce) - Жабокреки (Žabokreky) - Заборіє (Záborie) - Карлова (Karlová) - Кляштор-под-Знєвом (Kláštor pod Znievom) - Коштяни-над-Турцом (Košťany nad Turcom) - Крпеляни (Krpeľany) - Ласкар (Laskár) - Лежяхов (Ležiachov) - Ліповец (Lipovec) - Нецпали (Necpaly) - Нолчово (Nolčovo) - Подградіє (Podhradie) | - Прібовце (Príbovce) - Раково (Rakovo) - Ратково (Ratkovo) - Склабіня (Sklabiňa) - Склабінський Подзамок (Sklabinský Podzámok) - Словани (Slovany) - Соцовце (Socovce) - Сучани (Sučany) - Шутово (Šútovo) - Требостово (Trebostovo) - Трново (Trnovo) - Турчянска Штявнічка (Turčianska Štiavnička ) - Турчянске Клячани (Turčianske Kľačany) - Турчянске Ясено (Turčianske Jaseno) - Турчянски Дюр (Turčiansky Ďur) - Турчянски Петер (Turčiansky Peter) - Фолкушова (Folkušová) |